# Ochropteris pallens
Ochropteris pallens är en kantbräkenväxtart som först beskrevs av Olof Peter Swartz, och fick sitt nu gällande namn av John Smith. Ochropteris pallens ingår i släktet Ochropteris och familjen Pteridaceae. Inga underarter finns listade.